# Bela Tonković
Bela Tonković (Subotica, 16. lipnja 1944.), hrvatski je političar iz Vojvodine, dugogodišnji predsjednik Demokratskog saveza Hrvata u Vojvodini te kulturni i javni djelatnik vojvođanskih Hrvata. Bavi se i prevođenjem.

## Životopis
Studirao je bogoslovlje. Magistrirao je na rimskom sjemeništu Germanicumu.
Bio je jednim od osnivača DSHV-a. Njegovim je prvim predsjednikom DSHV-a, od njegovog osnutka 1990. godine. Bio je dopredsjednikom Skupštine općine Subotica, a dopredsjedavao je i Federalnom unijom europskih manjina. Vijećnikom je Hrv. nacionalnog vijeća, a i bio je članom Međudržavne komisije za kontrolu primjene Sporazuma o međusobnoj zaštiti manjina.
Kroz razdoblje njegovog vodstva su i DSHV i Bela Tonković pokazali znatnu hrabrost, jer su morali djelovati u doba vlasti velikosrpskog režima Slobodana Miloševića i njihove produžene ruke radikala Vojislava Šešelja, koja je sprovodila velika represiju prema manjinama, posebice prema hrvatskoj manjini u Srbiji, o čemu je izvijestio i Geerta Ahrensa, predsjednika Radne skupine za pitanja ljudskih prava manjina Mirovne konferencije na izuzetno težak položaj vojvođanskih Hrvata. Tijekom doba tih represija, tamošnjim Hrvatima se podmetalo "dokaze", a u jednom takvom slučaju je kao posljedica tog podmetanja posredno trebao biti zatvoren ili izgnan iz Subotice i sam Bela Tonković.
Stranku je vodio kroz doba velikosrpskih pohoda na Hrvatsku i BiH, u vrijeme dok je SiCG bila pod UN-ovim sankcijama, velikog vala hrvatskih Srba koje su velikosrbi podmuklo evakuirali iz Hrvatske i naselili po Srbiji, NATO-ovog bombardiranja Srbije. Oprezno je vodio svoju stranku i narod kroz to razdoblje, držeći oprezne odnose s vladajućom strankom i ondašnjim predsjednikom RH, znajući da bi ikakva velika bliskost mogla biti kobna po njegov narod, sve vrijeme odolijevajući pritiscima iz određenih krugova da ne pokaziva dovoljnu radikalnost u borbi za hrvatske interese. Stranku je tako uspio dovesti do vremena kad su se počeli nazirati znaci obnove vojvođanske autonomije i dolaska DOS-a na vlast u Srbiji, kada je usvojen Zakon o manjinama koji je, iako nedostatan, bio veliki pomak na bolje položaja hrvatske zajednice.
S druge strane, stranačke kolege i hrvatski javni djelatnici u Srbiji (pr. Vojislav Sekelj) su mu vremenom upućivali sve više kritika na njegov rad u smislu da je svu komunikaciju Hrvata iz Srbije s Hrvatskom preusmjerio isključivo preko sebe. Druge kritike su išle u pravcu, da iako je DSHV predvođen Tonkovićem pokazao stanovitu hrabrost u teškim vremenima, problem je bio taj što je ta hrabrost "nije imala jasno definiran cilj, nego je poslužila samoj sebi kao svrha, i to više kao oruđe na međunarodnom planu i za međunarodnu uporabu, nego što je donijela kvalitativne pomake na unutarnjem planu naše (op.č. hrvatske) organiziranosti.".
Dužnost predsjednika DSHV-a je obnašao do 6. srpnja 2003. godine, kada je na izvanrednoj stranačkoj skupštini na inicijativu dopredsjednika DSHV-a Martina Bačića i još nekih čelnika iz subotičke podružnice, omjerom glasova 122:11 smijenjen. Pri tome nije morao dati ostavke na ostale dužnosti koje je obnašao u stranci. Razlog zbog kojeg se zahtijevalo i izvršilo smjenu su bile optužbe stranačkih kolega da je "postao kočnica jedinstvu hrvatske zajednice u Srbiji i Crnoj Gori", kriveći ga da je odgovoran za pad popularnosti DSHV-a, za poraz na izborima za Hrvatsko nacionalno vijeće te za prijekid suradnje s ostalim hrvatskim organizacijama u Vojvodini pa i s matičnom domovinom.
Tonković je nekoliko dana poslije na tiskovnoj konferenciji porekao optužbe za stanje u stranci, naglašavajući da je skupština na kojoj je bio smijenjene nelegitimna. U kasnijim intervjuima je isticao da se nije povukao iz političkog života, nego da je na vrlo prljav način izbačen iz njega, a na sudu je dokazao i neutemeljenost optužbi temeljem kojih ga se izbacilo iz DSHV-a.
Predsjedničku dužnost u DSHV-u je preuzeo Petar Kuntić kao vršitelj dužnosti predsjednika, koja mu je potvrđena a na izbornoj skupštini 2004. godine.
13. listopada 2003. je jednoglasnom odlukom predsjedništva DSHV-a isključen iz stranke, što je konačna "zahvala" za dugogodišnje pregaranje.

## Djela
Preveo je na hrvatski djelo Stjepana Beata Bukinca
- O ulozi Franjevaca u seobama hrvatskog naroda u XVI. i XVII. stoljeću: disertacija iz sv. Teologije, izdanje subotičke "Pučke kasine 1878", ISBN 978-86-905145-3-3, 2007.